# Uropterygius genie
Uropterygius genie är en fiskart som beskrevs av Randall och Golani, 1995. Uropterygius genie ingår i släktet Uropterygius och familjen Muraenidae. Inga underarter finns listade i Catalogue of Life.